# Karínes (Réthymnon)
Karínes, en grec moderne : Καρίνες, est un village du dème d'Ágios Vasílios, de l'ancienne municipalité de Lámpi, dans le district régional de Réthymnon, en Crète, en Grèce. Selon le recensement de 2011, la population de Karínes compte 191 habitants. Le village est situé à une altitude de 540 mètres.

## Recensements de la population
| Recensements | 1900 | 1920 | 1928 | 1940 | 1951 | 1961 | 1971 | 1981 | 1991 | 2001 | 2011 |
| ------------ | ---- | ---- | ---- | ---- | ---- | ---- | ---- | ---- | ---- | ---- | ---- |
| Population   | 275  | 294  | 395  | 436  | 398  | 370  | 293  | 239  |      | 218  | 191  |

## Source de la traduction
- (el) Cet article est partiellement ou en totalité issu de l’article de Wikipédia en grec moderne intitulé « Καρίνες Ρεθύμνου » (voir la liste des auteurs).